# Lisl Gaal
Ilse Lisl Gaal, nascida Ilse Novak (Viena, 17 de janeiro de 1924) é uma matemática austro-estadunidense, conhecida por suas contribuições à teoria dos conjuntos e teoria de Galois. Foi a primeira mulher a obter uma tenure em matemática na Universidade Cornell, sendo professora associada emérita da Universidade de Minnesota.

## Formação e carreira
Gaal mudou-se com a família para a cidade de Nova Iorque antes da invasão da Áustria pela Alemanha. Em 1944 recebeu um grau de bacharel no Hunter College e obteve um doutorado em 1948 no Radcliffe College, orientada por Lynn Loomis e Willard van Orman Quine, com a tese On the Consistency of Goedel's Axioms for Class and Set Theory Relative to a Weaker Set of Axioms. De 1950 a 1951 passou um ano acadêmico na Universidade da Califórnia em Berkeley, onde fez amizade com a matemática Julia Robinson. Em 1953 ela e seu marido, o matemático Steven Gaal, obtiveram cargos na Universidade Cornell e foi promovida a professora assistente no ano seguinte. Foi a primeira mulher a receber este título no departamento de matemática, onde foi a primeira mulher a orientar um doutorado, de Angelo Margaris, em 1956. Em 1957 foi com seu marido para a Universidade de Minnesota, onde é professora associada emérita.

## Publicações
- Classical Galois Theory, With Examples, 1988, ISBN 978-0828422680
- A Mathematical Gallery, American Mathematical Society, 2017, ISBN 978-1470441593